# Mycodrosophila atie
Mycodrosophila atie är en tvåvingeart som beskrevs av Burla 1954. Mycodrosophila atie ingår i släktet Mycodrosophila och familjen daggflugor.
Artens utbredningsområde är Elfenbenskusten. Inga underarter finns listade i Catalogue of Life.